# Legito

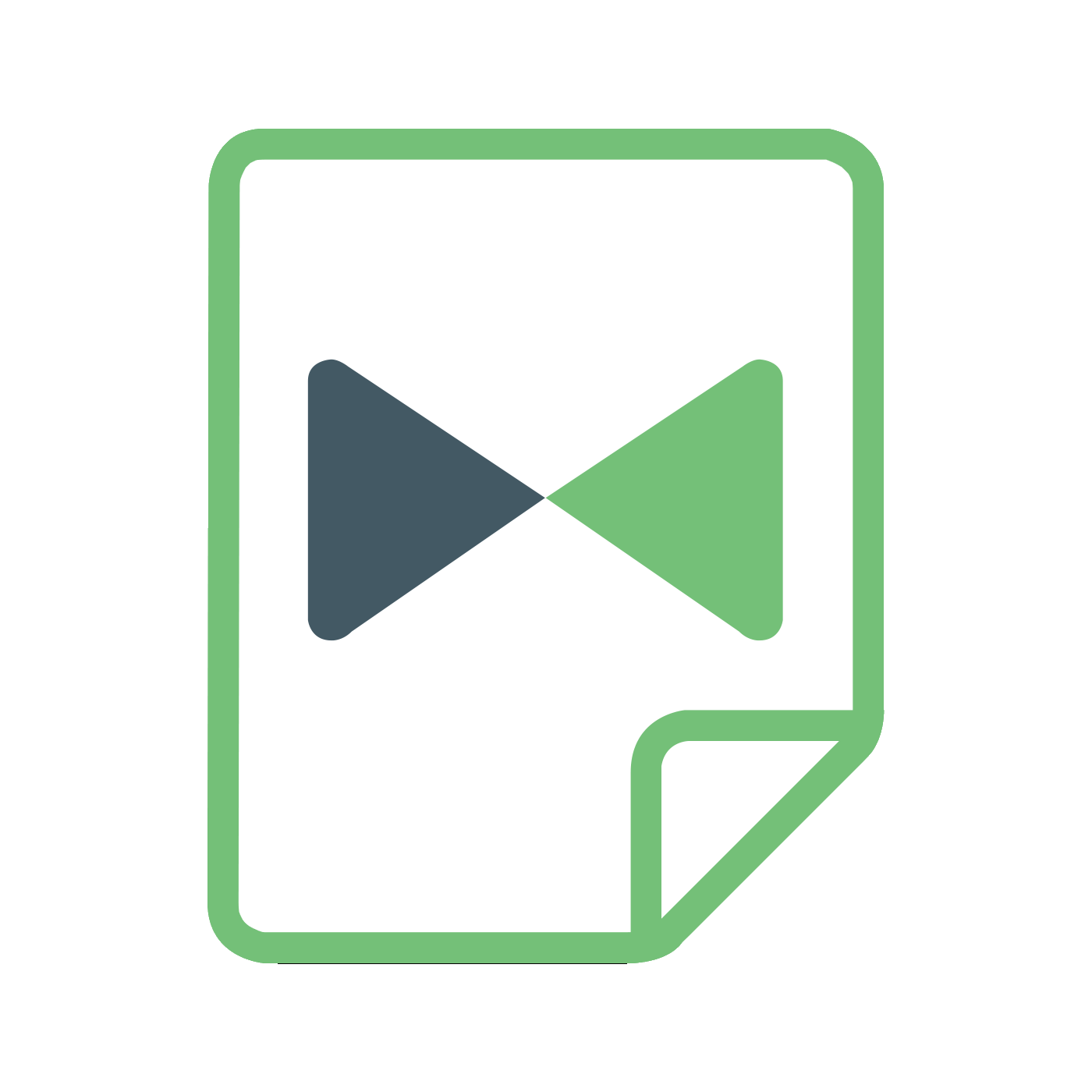
Legito Logo

Legito je globálně působící softwarová společnost, která poskytuje SaaS software v oblasti automatizace a správy dokumentů. K roku 2021 mělo Legito pobočky na třech kontinentech – Evropa, Severní Amerika a Jižní Amerika. Klienty má ve více než 50 zemích. Jednatelem společnosti je Ondrej Materna. Společnost se podílela na organizaci konference Legal Disruptors  a sama každoročně pořádá Legito PowerUp uživatelskou konferenci v Praze.

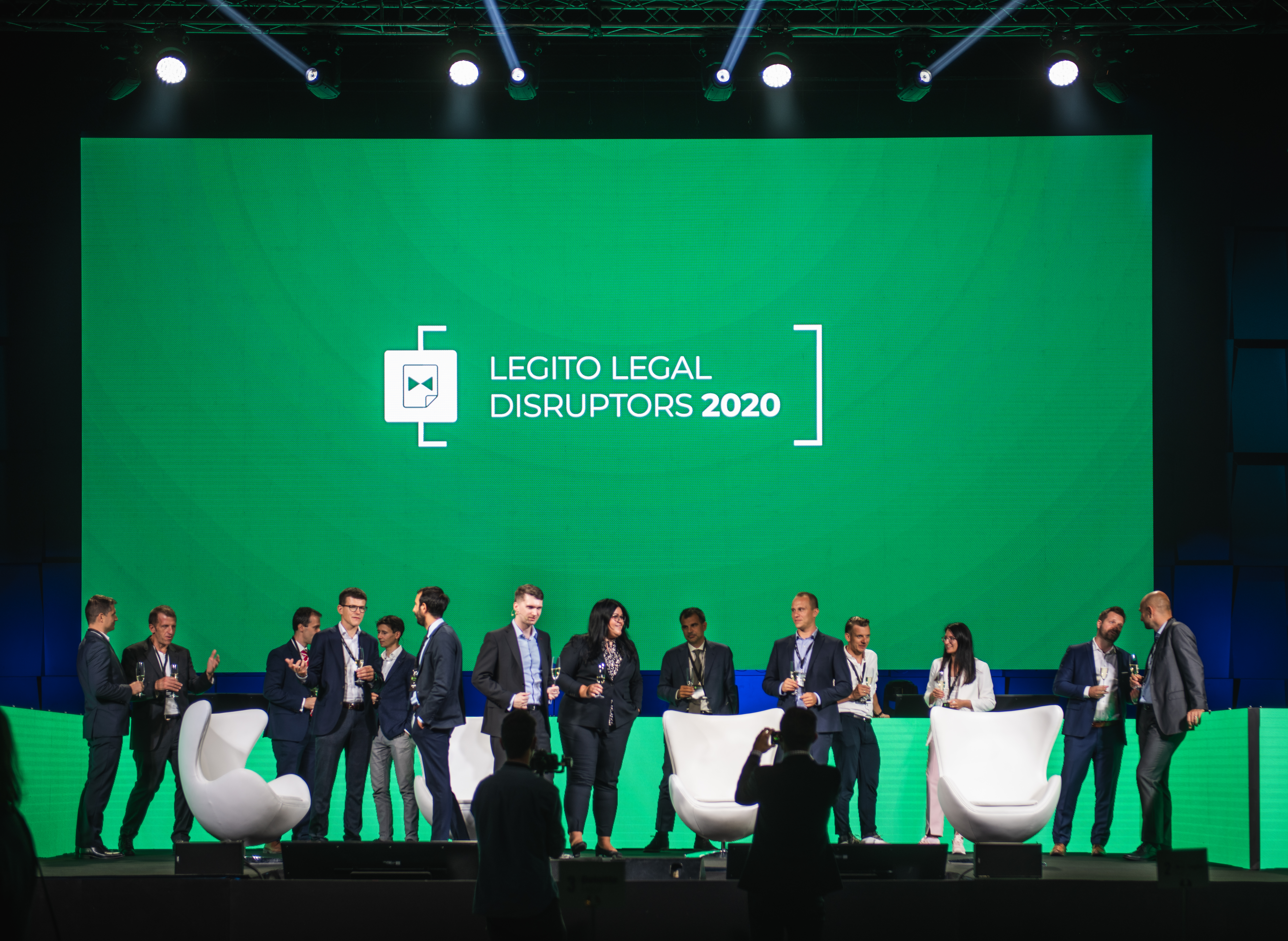
Legito Legal Disruptors 2020 conference in Prague

## Historie
Společnost Legito byla založena v roce 2014 v České republice.

## Software
Legito poskytuje plně přizpůsobitelné řešení pro dokumenty typu end-to-end pro firmy i jednotlivce bez nutnosti programování.